# Ljudje s ceste
Pripoved z naslovom Ljudje s ceste je spisal slovenski pisatelj in dramatik Jože Kranjc.
Ljudje s ceste je prvoosebna pripoved in zgodi se v samo dveh dneh. 

## Obnova dela
Janez Svetelj je bil izobražen mož z dokončanimi osmimi razredi. Živel je v revni družini in zato se je odločil, da gre od doma za boljšim življenjem. Doma se je zlagal, da je v mestu našel službo in se seli tja, da bo imel krajšo pot do službe. Resnica pa je bila drugačna. V mestu je bil brezdelnež, berač. Naposled se odloči, da si bo poiskal službo, kljub recesiji, ki je ta čas vladala svetu. Vsak dan je hodil prebirat oglase, ki so bili pribiti na oglasno desko, da bi našel kakršnokoli delo. Opazi delo v Slovenskem zavodu, vendar pa dela ne dobi, saj ga ravnatelj zavoda gleda zviška, ker ni prihajal iz mesta, ampak s  podeželja. Ravnatelj do revežev ni toleranten. Janez namesto službe dobi 15 cigaret. Ker ne kadi, se ustavi v bližnji trafiki in proda cigarete, da  dobi denar za kruh in šunko. Pri branjevki, kjer kupuje hrano, sreča Ivana Možino. Možina je revolucionar, izobražen človek, ki se bori za socialno enakost. Pridiga mu o življenju, odpravita se v gostilno, kamor zahajajo le bogatejši ljudje. Srečata ravnatelja zavoda, kjer se je Janez želel zaposliti. Ravnatelj s šalami zabava brhko mladenko. V gostilni sta tudi mlad moški in starejša ženska. Kot se izkaže kasneje, sta ljubimca. Žena vara svojega moža in ko za to mož izve, ponori in pretepe mlajšega ljubimca. 
Janez Svetelj in Ivan Možina se napotita v tovarno, kjer zaposleni živijo v bedi in delajo cele dneve za minimalno plačilo, s katerim komaj preživijo sebe in svoje družine. 
Odpravita se naprej do branjevkinega doma. Ivan pozna njenega moža, Gorenjca, ki boleha za jetiko in je že na robu smrti. 
Njuna zadnja postojanka je v neki zapuščeni stavbi, kjer prebivajo vsi tisti, ki so brez dela, na robu preživetja. Sanjajo o boljšem dnevu, o demonstracijah, kjer bodo izrekli svoje zahteve. Demonstracije se res organizirajo in vsi se jih udeležijo. Janez zavzeto propagira in kriči na vse strani, toda ko pogleda v nebo, "nebo leži, kot da se ne bi zgodilo nič." (119)